# سورفايفين مارس
سورفايفين مارس هي سورفايفين لعبة محاكاة من شركة هيميمونت للألعاب نشرتها شركة بارادوكس إنتراكتيف. من المقرر عرضهما على أنظمة الحواسيب لينكس وماك أوس ومايكروسوفت ويندوز بالإضافة إلى بلاي ستيشن 4 وإكس بوكس وان في 15 مارس / آذار 2018. يقوم اللاعب بالإشراف على مهمة استعمار المريخ وضمان بقاء المستعمرين.

## وصلات خارجية
- الموقع الرسمي
 (الإنكليزية)
- العرض الرسمي للعبة (بالانكليزية)